# Corneliu Gheorghiu
Corneliu Gheorghiu (n. 14 septembrie 1924, Botoșani, România – d. 8 octombrie 2019, Brussel, Comunitatea Francofonă din Belgia⁠(d), Belgia) a fost un pianist și compozitor belgian de origine română. 
Căsătorit cu muziciana Florica Gheorghiu, cu care s-a stabilit în Belgia din 1978, Corneliu Gheorghiu și-a continuat cariera. S-a consacrat de asemenea compoziției, publicând primele două volume de lucrări, „Rezonanțe Sonore” și „Meleagurile dorului” care au apărut la Editura Grafoart, ce a publicat și cartea sa „Despre pianistică”. 
Împreună cu fiica sa, Corneliu Gheorghiu a creat la Bruxelles Fondul Fortuna, în memoria soției sale, Florica. Acest fond ajută, sub egida Fondation Roi Baudouin, tineri muzicieni la început de carieră. 

## Biografie

### Copilăria
Corneliu Gheorghiu s-a născut în 14 septembrie 1924, la Botoșani, într-o familie impregnată de o atmosferă profund muzicală: tatăl său Nicolae, farmacist, cânta la vioară, iar mama, Ecaterina Eufrosina, cânta la pian.
Pasionat de muzică din primii ani de viață, Corneliu Gheorghiu a asistat la lecțiile de vioară ale fratelui său mai mare, fiind fascinat de „gesturile profesorului Poch”, pe care le imita, imaginându-și că are propriul său instrument. Mama sa este cea care i-a oferit primele îndrumări, după ce a observat pasiunea sa.
Cursuri de pian cu Doamna Marița Goilav și studiul viorii cu domnișoara Costin.
În 1930, la doar șase ani, a susținut un mic recital de pian pe scena Teatrului „Mihai Eminescu” din Botoșani, interpretând câteva compoziții proprii, un Galop și Menuetul de Boccherini. Până la vârsta de opt ani a compus nouă valsuri, un tango, un Andante cantabile, două marșuri și două fantezii pentru pian și un preludiu în do minor pentru vioară.

### Întâlnirea cu George Enescu
În 1931, George Enescu ajunge în turneu la Botoșani. Contactat de fosta sa colegă, Marița Goilav, pentru a-l asculta pe talentatul său elev, Corneliu Gheorghiu, Enescu acceptă greu, fiind copleșit de „copii minune” la tot pasul, și cu o singură condiție: băiețelul să-i cânte propriile sale compoziții. Astfel, Corneliu Gheorghiu este ascultat de Enescu, care e surprins de forma de lied a creațiilor sale „melodioase și corect armonizate”, recomandându-i să studieze la Academia Regale de Muzică și Artă Dramatică din București.
Admis în 1933, va avea profesori prestigioși pentru studiile sale:
pianul cu Florica Musicescu, compoziție cu Mihail Jora, armonie și contrapunct cu Ion Nonna Otescu, estetică, forme muzicale și contrapunct cu Dimitrie Cuclin, muzică de cameră cu Mihail Andricu, teorie și solfegii cu Ioan D. Chirescu, istoria muzicii și folclor cu Constantin Brăiloiu. În acea perioadă l-a cunoscut pe pianistul Dinu Lipatti, cu care va dezvolta ulterior o frumoasă relație de prietenie.

## Activitate solistică
Debutează ca solist cu Concertul pentru pian nr. 26, în Re Major, de W.A. Mozart, interpretat alături de orchestra studenților, dirijată de Mihail Jora, la sala Dalles, în cadrul Festivalului Mozart.
Continuă să compună lucrări vocale si instrumentale - pentru pian, vioară.
Obține Premiul Marioara Voiculescu, acordat celui mai bun student al claselor de pian, urmat de Premiul Aurelia Cionca la Concursul cu același nume.
În 1949 interpretează Concertul în fa minor la Festivalul Bach, dirijat de Maestrul Constantin Silvestri.
Susține mai multe recitaluri de pian, de muzică de cameră, concerte în București și în țară, iar în anul 1950 este numit Solist de Stat  . Cariera solistică continuă și în Polonia (1957), Finlanda (1961), Cuba (1964), Rusia (1964), Franța (1965), Ungaria, Cehoslovacia, Iugoslavia, Bulgaria, Germania (1966, 1967, 1968), Liban (1969) .
La Electrecord imprimă în 1970 , alături de violonistul Mircea Negrescu, Sonatina pentru vioară și pian de Dimitrie Cuclin  și Sonata pentru vioară și pian op. 32 de Mihail Andricu .
În 1978 înregistrează la Electrecord, alături de basul Nicola Rossi-Lemeni discul M.P. Musorgski – Cântecele și dansurile morții; Cântece .
Tot la Electrecord realizează înregistrări cu Miniaturi pentru pian de compozitori români, album ce conține Preludiu in fa diez minor; Omagiu pe numele „Fauré" de George Enescu, Trei piese din suita pe teme populare tîrnăvene de Tudor Ciortea, Două piese pentru pian de Paul Constantinescu, Suită pentru pian de Alexandru Pașcanu, Patru miniaturi pentru pian de Vinicius Grefiens, Trei piese pentru pian de Dan Constantinescu 
Instalat la Bruxelles din 1978, susține recitaluri și concerte în Belgia, Olanda, Norvegia, Elveția, Anglia, Franța, Spania, Italia, Grecia.
Emisiuni de radio si televiziune în Elveția, Belgia, Germania, Grecia.
În 2017 realizează o serie de nouă emisiuni cu  Monica Isàcescu la Radio România Muzical.
Realizatoarea Mihaela Poenaru îi consacră o emisiune pentru Trinitas.
În 2015, Muzeul George Enescu prezintă o expoziție ce retrasează itinerarul pianistului, compozitorului și profesorului universitar
Corneliu Gheorghiu: SUFLETUL PIANULUI, expoziție ce a fost prezentată și la Bruxelles și la Paris în 2017.
În toamna 2018, Asociația culturală Vis de Artist o va prezenta la Botoșani, la Muzeul Județean Botoșani.

## Activitate didactică
Din anul 1963 a fost profesor al Conservatorului bucureștean, ulterior devenind șef al catedrei de pian principal. Printre studenții care au fost îndrumați de Corneliu Gheorghiu se numără: Krimhilda Cristescu, Alexandru Hrisanide, Dan Grigore, Cristian Mandeal, Ina Macarie, Alexandrina Zorleanu, Corina Sângeorzan, Adriana Fiederer, Anca Rachmuth, Ghizela Tulvan, Yvonne Dumitrescu Frankenfeld, Mihai Teodoru, Lia Dobric, Anca Boboc, Oana Velcovici, Genichiro Murakami , Alexander V. Panku , Marius Popp , Sebastian Ene , Eva Rădăcineanu, Sorin Melinte.
A susținut conferințe și prelegeri însoțite de exemplificări proprii, la conservator – alături de colegi și studenți, la radio și TV, despre Lipatti (1966), Enescu (1967), Baladele lui Chopin ( 1978 ), Melosul folcloric românesc în compoziții " savante " la Venezia, etc.
A fost membru al juriului la Concursul Enescu din 1967, secțiunea pian, alături de Nadia Boulanger, Florica Musicescu, Sigismund Toduță .
La Bruxelles a fost profesor la Academia Regală de Muzică, în perioada 1978-1989.

## Distincții
- Ordinul Meritul Cultural clasa a III-a (12 septembrie 1968) „cu prilejul împlinirii a 100 de ani de la înființarea Filarmonicii «George Enescu» din București, [...] pentru merite deosebite în activitatea muzicală”[14]

## Creația[15]
În 15 iunie 2000  Corneliu Gheorghiu, împreună cu alți prieteni muzicieni, interpretează un program exclusiv de creații proprii, la Bibliotheca Wittockiana din Bruxelles.
Lucrările sale sunt inspirate de melosul popular românesc, precum și de școala franceză de la sfârșitul secolului al XIX-lea, începutul secolului al XX-lea . 

### Perioada 1930-1935
Vals în Sib Major
Vals în la minor (dedicat mamei sale)
Vals în re minor
Vals în Fa Major (dedicat surorii sale)
Vals în Fa Major
Vals în Fa Major (dedicat Marcelei Teodoru)
Vals în Re Major (dedicat tatălui său)
Vals în Sol Major
Vals în Re Major
Andante commodo (dedicat lui Ionel Teodoru)
Marș nr. 1 în Sib Major (dedicat sublocotenentului Idieru)
Marș nr. 2 în Do Major (dedicat Grănicerilor din Botoșani)
Romanța No.1 în re minor
Romanța No.1 în re minor (dedicată profesoarei Marița Goilav)
Marș în Sol major (dedicat locotenentului Traian Ionescu, soțul verișoarei sale din Roman, Cecilia Secară)
Romanța nr. 3 în mi minor (Tango-ul „Vișinata”, dedicat verișoarei sale Cica - Cecilia Secară)

### Lucrări pentru voce și pian (1949-2018)
Versuri Șt. O. Iosif:
Cântec sfânt (1949), pentru soprană/mezzo-soprană și pian.
April (1956), pentru soprană/mezzo-soprană și pian.
Versuri Sully Prudhomme:
Rouă și lacrimi (1949), pentru soprană/mezzo-soprană și pian.
Suspin (1949), pentru bariton-bas și pian.
Versuri Veronica Porumbacu:
Îmi place (1959), pentru bariton și pian.
Ploaie de vară (1959), pentru bas și pian.
Bărăganuri (1962), pentru soprană și pian.
Versuri Paul Everac (Petre Constantinescu):
Declin, pentru bas și pian.
Versuri Ilinca Gheorghiu:
Après l’orage (1986), pentru mezzo-soprană și pian.
Le temps qui passe (1986), pentru soprană și pian.
Chanson d’Automne (1988), pentru soprană (mezzo-soprană) și pian.
Du bout des doigts (1991), pentru soprană și pian
Spre (1991)
Avant que le jour ne se lève (1992), pentru mezzo-soprană și pian.
Berceuse pour Morgane (1993), pentru soprană și pian.
La fin du voyage (1995), pentru soprană și pian.
Le palimpseste (1997), pentru soprană și pian.
Insomnie (2000), pentru soprană și pian
În prag de toamnă (2002), pentru soprană și pian.
Ton souvenir… (2004), pentru mezzo-soprană și pian.
L`equilibistre (2004).
Vanité (2009), Vanité II (2014).
Poveste din satul 2 Mai, pentru soprană și pian.
În mijloc de coline albastre (Entourée de collines bleues) (1988), pentru soprană/mezzo-soprană și pian.
Le grenier pentru mezzo-soprană și pian
Juin, pentru soprană și pian.
La pluie, pentru mezzo-soprană și pian.
Amintire (2014), pentru soprană și pian.
Har (2014), pentru soprană și pian.
Le Sablier (2014), pentru soprană și pian.
Visare (2014), pentru soprană și pian.
În loc de mărțișor (2014).
Acasă (8.12.2017)
Florii (26.03-26.04.2018)
Envol
Bonheur insolent
Comme si ma vie en dependait
Versuri Mihai Eminescu:
Lacul – versiunea I (2015), pentru bariton și pian.
Lacul – versiunea II (2015), pentru bariton și pian.
Dorința (2015), pentru bariton și pian.
Și dacă… (2015), pentru bariton și pian.
Gândind la tine (4.05.2018).

### Lucrări pentru pian
Triptic Moldav:
I. Flueraș pe malul Bistriței (1957)
II. Cându-i mai bini di trăitu’ (1956-1971)
III. Sărbătoare-n sat (dedicată soției sale, Florica) (1952)
Suita Vâlsană:
I. Doina (Cântecul Vâlsanului) (1947)
II. Colindă („O, ce veste minunată!”) (1950) = Colinda sur un Noël Roumain
III. Bețivul satului (1944)
IV. Chef la pădure (Baccanala) (1944-1982)
Capriccio (1942)
Cântec de leagăn pentru Daniela (1945)
Preludiu sublunar (1948)
Barcarola (Cântec de leagăn pentru Ilinca) (Sinaia, 1971)
Cântec din Făgăraș (Dedicație Pentru Ilinca – examen la pian) (1973)
Sonata monopartită (1975) = Sonate pour piano
Toccatina (1989)
Bolero (13.03.1991)

### Lucrări pentru vioară și pian
Sonata tripartită:
I. Allegro giocoso (1942)
II. Lento afettuoso (Cântec fără cuvinte) (1947)
III. Robusto (Dans țărănesc) (1971)
Poem (Descifraj pentru tine) (1947) = Poem pentru vioară și pian (Poème pour violon et piano)

### Lucrări pentru formații camerale
Improvizație – pentru 3 viori (1.04.1954)
Danse roumaine pour violoncelle et piano (10.09.1987)
Capriccio – pentru flaut, vioară și pian (1991)
Doină și joc pentru flaut și pian (Doïna  et jeu pour flûte et piano) = Barcarolă (Suita vâlsană)
Legendă și horă moldavă pentru oboi și pian (Légende et hora moldaves pour hautbois et piano)

### Transcripții și adaptări
Jacques Ibert – Măgărușul, de la pian la violoncel
Mazas – Studiu pentru vioară, acompaniament pian pentru vioară (1936)
Gabriel Fauré – După un vis, de la voce la pian solo (1951)
Haydn – Adagio, de la pian la violoncel (1952)
Richard Strauss – Serenada, de la voce la pian solo (1958)
Gluck – Gavotta, adaptare ușoară pentru elevi la pian (1992) 

### Cadențe
– la Concertul în Re major K.V.537 de Mozart (1952)
– la Concertul în Do major K.V.246 de Mozart (1960)
–  la Concertul în Si bemol major op. 19 de Beethoven (1961)

## Publicații
Despre pianistică, ediție realizată de Oana Rădulescu-Velcovici, București, Editura Muzicală GRAFOART, Editura UNMB, 2014.
Rezonanțe vocale, București, Editura Muzicală Grafoart, 2018.